# Kap Komori
Kap Komori er det sydligste punkt på det indiske fastland og ligger i delstaten Tamil Nadu. Selve punktet ligger lige syd for byen Kanyakumari (tamilsk: கன்னியாகுமரி – den jomfruelige prinsesesses sted), der tidligere også bar navnet Kap Komori (Cape Comorin), men i dag bærer det tamilske navn. Punktet er markeret med det lille Kumari Amman tempel. Lige vest for ligger Gandhi Mandapam Mindesmærket, der blev bygget hvor Mahatma Gandhis urne blev vist frem inden den blev sænket i jorden.
Omkring 15 meter ude i vandet ligger en 25 × 40 m stor afrundet klippe, kaldet skildpaddestenen. Mod øst, henholdsvis 350 m og 500 m ude i vandet ligger to lidt større klippeøer. På den første står den 40 m høje Tiruvalluvar-statue, og på øen længest væk ligger Vivekananda templet. Der er færgeforbindelse til de to øer.
Det rigtige sydligeste punkt ligger to km vest for Kap Komori og knap 35 m sydligere, på koordinaten: 8°4′39.5″N 77°31′57.0″Ø / 8.077639°N 77.532500°Ø, men ikke i umiddelbar forbindelse med centrum i byen Kanyakumari. I mellem de to punkter findes det tredje-sydligeste punkt. Her er opført et snoet udsigtstårn. Indiens absolut sydligeste punkt ligger ikke på fastlandet, men på den sydligeste af øerne i Nicobarerne, nord for Sumatra.
De Vestlige Ghatbjerge udgår fra Kap Komori og strækker sig op langs Indiens vestlige kyst – Malabarkysten – til Bombay. Havet ud for Kap Komori hedder Laccadiverhavet efter den lille øgruppe Laccadiverne, der ligger nord for Maldiverne og ca. halvvejs oppe mod Bombay, regnet fra Kap Komori. Laccadiverhavet udgør også det havområde der strækker sig fra sydspidsen og over til Sri Lanka, hvorfra det grænser op til det Indiske Ocean ned mod Ækvator. Herfra og tilbage mod Laccadiverne grænser det op til det Arabiske Hav. Der er en stærk strøm fra øst, som fører op langs kysten i Laccadiverhavet og videre til det Arabiske Hav. Herfra, ned langs den afrikanske østkyst og derpå øst over det Indiske Ocean, hvorefter den foretager en "u-vending", og strømmer tilbage mod Kap Komori igen.
- Vivekananda templet og Tiruvalluvar-statuen set fra havnen i Kanyakumari
- Vivekananda templet
- Gandhi Mandapam Mindesmærket
- Det snoede udkigstårn
- Fyrtårnet set fra nordvest
- Vue over de tre sydpunkter, med det rigtige bagest i horisonten